# Melaleuca psammophila
Melaleuca psammophila är en myrtenväxtart som beskrevs av Friedrich Ludwig Diels. Melaleuca psammophila ingår i släktet Melaleuca och familjen myrtenväxter. Inga underarter finns listade i Catalogue of Life.